# Lucjan Malinowski
Lucjan Feliks Malinowski (Lengyelország, Jaroszewice, 1839. május 27. – Krakkó, 1898. január 15.) lengyel nyelvész, utazó, a Jagelló Egyetem professzora, Bronisław Malinowski édesapja. A lengyel nyelv történetét és etimológiáját tanulmányozta.
A krakkói Rakowicki temetőben nyugszik.